# Synagoge (Dittigheim)

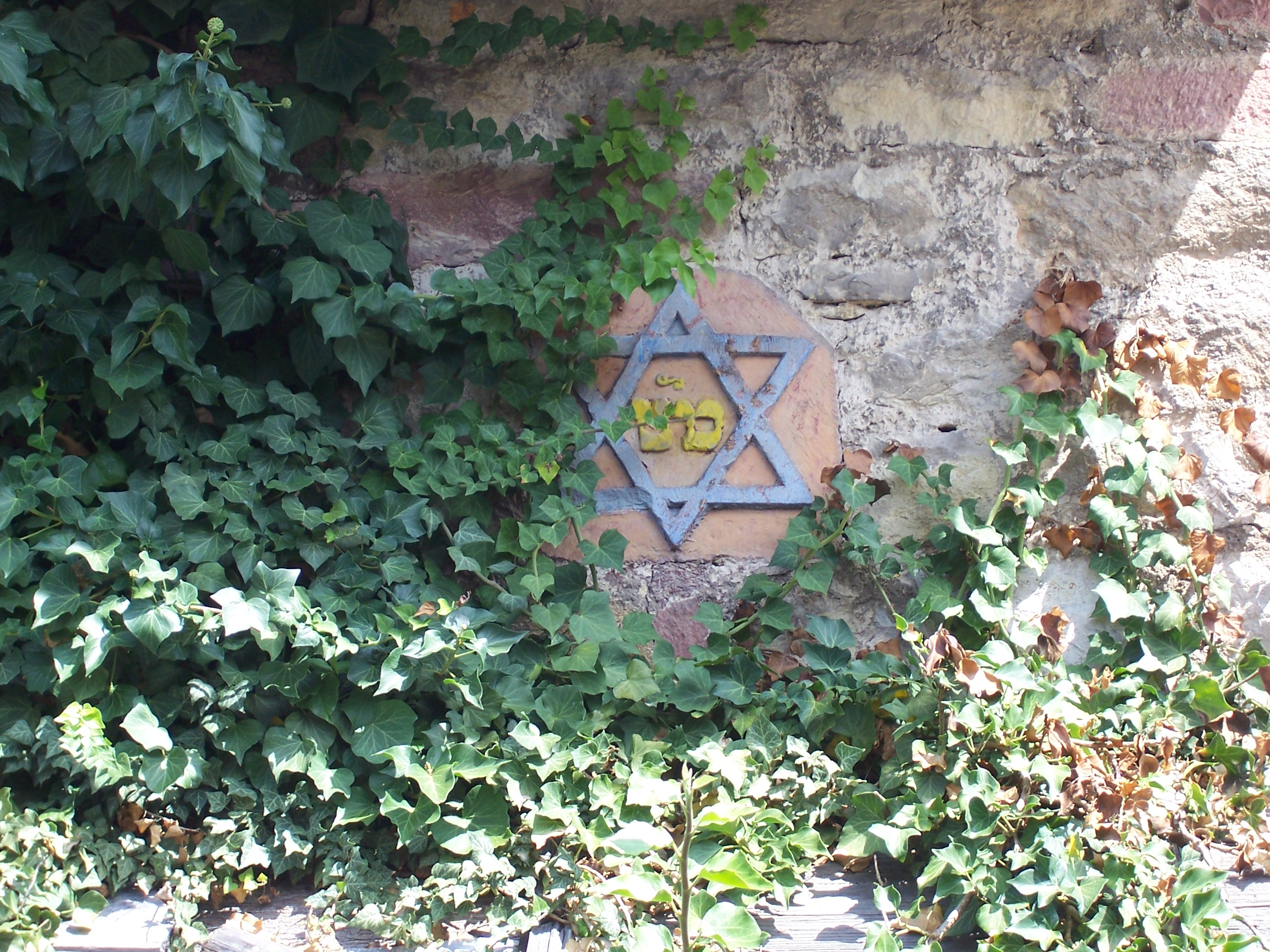
Hochzeitsstein an der ehemaligen Synagoge in Dittigheim

Die Synagoge in Dittigheim, einem Stadtteil von Tauberbischofsheim im Main-Tauber-Kreis in Baden-Württemberg, wurde circa 1769 errichtet. Die profanierte Synagoge in der Synagogengasse 4 ist seit 1979 ein geschütztes Kulturdenkmal.
Als in den 1870er Jahren bereits die meisten der jüdischen Bewohner abgewandert waren und der zum Gottesdienst notwendige Minjan nicht mehr zustande kam, wurde die Synagoge geschlossen. Seitdem besuchten die in Dittigheim lebenden Juden die Synagoge in Tauberbischofsheim. 
Im Februar 1881 wurde das Synagogengebäude verkauft. Ein farbig gefasster Hochzeitsstein erinnert an die Vergangenheit des Gebäudes. 